# Гуменюк, Виктор Иванович
Виктор Иванович Гуменюк (укр. Віктор Іванович Гуменюк; род. 6 октября 1952, Житомир) — советский, украинский и российский поэт и учёный-филолог. Доктор филологических наук, профессор Симферопольского университета, заведующий кафедрой теории и истории украинской литературы. Член Национального союза театральных деятелей Украины (1980), Национального союза писателей Украины (1989). Заслуженный деятель искусств Автономной Республики Крым (2001).

## Биография
В 1975 г. окончил театроведческий факультет Киевского института театрального искусства им. И. Карпенко-Карого.
В 1975—1976 гг.— артист военного Ансамбля песни и танца в г. Дрездене (Германия).
В 1976—1977 гг.— корреспондент Житомирской молодёжной газеты «Комсомольская звезда».
В 1978—1989 гг.— актёр, заведующий литературной частью Житомирского украинского музыкально-драматического театра им. И. Кочерги.
С конца 1989 г. по август 2006 г.— научная карьера: ассистент, доцент, профессор кафедры теории и истории украинской литературы Таврического национального университета им. В. Вернадского. С августа 2006 г.— заведующий кафедрой теории и истории украинской литературы Таврического университета.
В 1996 г. присвоено ученое звание доцента, 2006 г.— профессора.
После аннексии Крыма Россией принял российское гражданство и продолжил работу в Таврической академии КФУ и институте иностранной филологии.

## Творческий задел

### Научные работы
В 1994 г. защитил кандидатскую диссертацию на тему: «Жанрово-стилевые особенности ранней драматургии Леси Украинки», 2002 г.— докторскую диссертацию на тему: «драматургия Владимира Винниченко. Проблемы поэтики».
Автор более 130 научных и методических работ.
Основные научные работы:
- «Сила красоты: Проблемы поэтики драматургии Владимира Винниченко: Монография» (2001),
- «Путь к „Одержимой“: Творческое становление Леси Украинки-драматурга: Монография» (2002),
- «Крымские мотивы в новой украинской литературе (конец XIX в.— нач. XXI в.)» (2007).

Основная учебная литература: Автор учебных пособий: «Украинская литература. Давний период», «Драматизм лирики Леси Украинки» и др.
Сфера научных интересов — проблемы поэтики драматургии, история украинской литературы, вопросы художественного перевода.

### Поэзия
Автор сборников стихов «Росянистик» (1986), «Тропинка» (1994), поэтических подборок в журналах «Днепр», «Брега Тавриды».

### Переводы
Переводил на украинский язык с английского, немецкого, польского, болгарского, русского, крымскотатарского языков. Автор переводов произведений Тита Андроника, В. Шекспира, А. Мицкевича, Ю. О. Нила, К. Одетса, К. Зидарова и др.;

## Награды и звания
- Литературная премия имени Василия Симоненко НСПУ (1995)

## Ссылка
- Национальный союз писателей Украины. Писательский справочник Архивная копия от 9 октября 2012 на Wayback Machine
- Гуменюк Виктор Иванович
- Гуменюк, Виктор Иванович — Жанрово-стилевые особенности ранней драматургии Леси Украинки _ автореферат дис. … кандидата филологических наук _ 10.01.02 — Search RSL